# Монастырь Клостербойрен
Монастырь Клостербойрен (нем. Kloster Klosterbeuren) — бывший францисканский монастырь, располагавшийся на территории баварской общины Бабенхаузен. Монастырь, впервые упоминавшийся в документах 1273 года, был освящен в честь Святой Крови и до 1500 года являлся августинским. Во время Тридцатилетней войны он был разграблен, а также — пострадал от эпидемии чумы. Был распущен в ходе секуляризации в Баварии, в 1803 году: около 1860 года монастырские постройки были снесены окончательно.